# Jimmy Millar
Jimmy Millar (* 20. November 1934 in Edinburgh; † 20. Oktober 2022) war ein schottischer Fußballspieler und -trainer.

## Spielerkarriere

### Vereine
Millar begann 16-jährig in Merchiston beim dort ansässigen Merchiston Thistle mit dem Vereinsfußball. 18-jährig setzte er ihn beim seinerzeitigen Drittligisten Dunfermline Athletic im Seniorenbereich ab seinem Debüt im Januar 1953 fort. Noch vor Ablauf der Saison 1954/55 wurde er am 12. Januar 1955 von den Glasgow Rangers als Abwehrspieler verpflichtet und nach und nach mit Verlängerung der Vertragslaufzeiten bis Saisonende 1966/67 an den Verein gebunden. In einem Testspiel vor Saisonbeginn 1957/58, in dem ihm beim 4:0-Sieg alle vier Tore gelangen, wurde seine Position von Trainer Scot Symon auf die eines Stürmers korrigiert. Während seiner Vereinszugehörigkeit gewann er mit seiner Mannschaft dreimal die Meisterschaft, fünfmal den nationalen Vereinspokal und dreimal den Liga-Pokal. Sein Debüt gab er am 29. Januar 1955 (19. Spieltag) bei der 1:2-Niederlage im Auswärtsspiel gegen den FC Dundee, sein letztes und 197. Punktspiel bestritt er am 12. November 1966 (10. Spieltag) beim 1:1-Unentschieden im Auswärtsspiel gegen den FC St. Johnstone. Sein erstes von insgesamt 91 Toren erzielte er am 19. März 1958 (22. Spieltag) beim 3:2-Sieg im Heimspiel gegen den FC Falkirk mit dem Treffer zum Endstand in der 88. Minute; im Old Firm gelangen ihm allein 13 Tore, wobei er am Neujahrstag 1960 und 1964 jeweils das 1:0-Siegtor erzielte. Im Wettbewerb um den Scottish FA Cup bestritt er 35 Spiele und hält mit 30 Toren – gemeinsam mit Derek Johnstone – den Nachkriegsrekord der Rangers. In den beiden europäischen Pokalwettbewerben der Landesmeister und Pokalsieger bestritt er mit 21 und zehn Einsätzen insgesamt 31. Im erstgenannten Wettbewerb, an dem er viermal teilgenommen hatte, kam er 1959/60 mit sieben Einsätzen, in denen er seine einzigen beiden Tore erzielte, mit dem Erreichen des Halbfinale am weitesten. Im zweitgenannten Wettbewerb, an dem er dreimal teilgenommen hatte, kam er 1960/61 mit fünf Einsätzen, in denen er ebenso viele Tore erzielte, mit dem Erreichen des Finalrückspiels am weitesten. Seine Spielerkarriere ließ er bei Dundee United mit der Erstligasaison 1967/68 nach 18 Punktspielen, in denen er drei Tore erzielte, und dem elften Platz ausklingen.

### Nationalmannschaft
Millar bestritt im Jahr 1963 zwei Länderspiele für die A-Nationalmannschaft; am 8. Mai war die Nationalmannschaft Österreichs Gast im Hampden Park und das freundschaftlich ausgetragene Spiel wurde beim Stand von 4:1 in der 79. Minute abgebrochen. Schiedsrichter Jim Finney begründete den Spielabbruch, mit der ungewissen Spiel(er)entwicklung, nachdem die österreichischen Spieler Horst Nemec (wegen Spuckens) und Erich Hof (wegen eines groben Fouls) des Spielfeldes verwiesen wurden. Seinen zweiten Einsatz hatte er im Dalymount Park am 9. Juni bei der 0:1-Niederlage gegen die Nationalmannschaft Irlands.

### Erfolge
- Finalist Europapokal der Pokalsieger 1961
- Schottischer Meister 1961, 1963, 1964
- Schottischer Pokal-Sieger 1960, 1962, 1963, 1964, 1966
- Schottischer Liga-Pokal-Sieger 1961, 1962, 1965
- Torschützenkönig 1963 (mit 27 Toren)

## Trainerkarriere
Millar trainierte in der Saison 1969/70 den Erstligisten Raith Rovers, der am Saisonende mit 18 Niederlagen nach 35 Saisonspielen absteigen musste.